# James Olson
James Olson (n. Evanston, Illinois; 8 de octubre de 1930-Malibú, California; 17 de abril de 2022) fue un actor estadounidense, cuya carrera abarcó más de 90 papeles en producciones para cine y televisión. 

## Vida y carrera
Estudió en la Universidad Northwestern. Estaba radicado en Chicago cuando comenzó su carrera cinematográfica en 1956. Fue Samuel Goldwyn, Jr. el que lo descubrió durante una actuación teatral en Nueva York y de inmediato lo reclutó para una película. 
Por sus trabajos teatrales recibió, a menudo, aplausos críticos aunque también mantuvo al público a raya. Su actuación como pretendiente de Joanne Woodward en Raquel, Raquel (1968) le valió las mejores críticas de su carrera y parecía que finalmente se había ganado su franqueza, pero a pesar de su impresionante actuación en otras películas como La amenaza de Andrómeda (1971) y Ragtime (1981), sin mencionar las películas de televisión The Family Nobody Wanted (1975) y The Court-Martial of George Armstrong Custer (1977), nunca se hizo un nombre. Un talento duradero, siguió siendo una presencia confiable durante años en los espacios para invitados de televisión, pero en la década de 1990 casi había desaparecido.

## Filmografía (Selección)
| Año  | Título                      | Título original               | Personaje              | Notas        |
| ---- | --------------------------- | ----------------------------- | ---------------------- | ------------ |
| 1956 | The Sharkfighters           | The Sharkfighters             | Harold Duncan          | Fue su debut |
| 1957 | The Strange One             | The Strange One               | Roger Gatt             |              |
| 1968 | Raquel, Raquel              | Rachel, Rachel                | Nick Kazlik            |              |
| 1969 | Luna cero dos               | Moon Zero Two                 | Bill Kemp              |              |
| 1971 | La amenaza de Andrómeda     | The Andromeda Strain          | Dr. Mark Hall          |              |
| 1971 | Dos hombres contra el Oeste | Wild Rovers                   | Joe Billings           |              |
| 1981 | Ragtime                     | Ragtime                       | Padre                  |              |
| 1982 | Amityville II - La posesión | Amityville II: The Possession | Padre Adamsky          |              |
| 1985 | Comando                     | Commando                      | General Franklin Kirby |              |